# Ścianka (obwód tarnopolski)
Ścianka (ukr. Стінка, Stinka) – wieś na Ukrainie, w obwodzie tarnopolskim, w rejonie czortkowskim, nad Dniestrem. W 2001 roku liczyła 2090 mieszkańców.

## Historia
Obok wsi znajduje się wielkie grodzisko (horodyszcze) z czasów Rusi Kijowskiej. W 1949 ukraiński archeolog Ołeksij Ratycz wykopał tutaj brązowe enkolpiony.
W II Rzeczypospolitej miejscowość stanowiła początkowo samodzielną gminę jednostkową. 1 sierpnia 1934 roku w ramach reformy na podstawie ustawy scaleniowej została włączona do zbiorowej gminy wiejskiej Potok Złoty II w powiecie buczackim, w województwie tarnopolskim. 
W 1944 nacjonaliści ukraińscy z OUN-UPA zamordowali tutaj 10 Polaków.
Od 1949 wieś jest siedzibą rady wiejskiej.

## Religia
.

## Ludzie
- ks. Emilian Gawacki (zm. 24 maja 1927) – proboszcz greckokatolicki we wsi[5]